# Muhammed Himmet Ertürk
Muhammed Himmet Ertürk (* 3. Januar 1994 in Nazilli) ist ein türkischer Fußballspieler.

## Karriere
Ertürk wurde 1994 in Nazilli  geboren und fing mit dem Fußballspielen im Alter von elf Jahren in der Jugendabteilung von Pamukspor an. Nach drei Jahren wechselte er innerhalb der Provinz Denizli zum Profiverein Denizlispor. Nach weiteren vier erfolgreichen Jugendjahren wurde er für die Saison 2012/13 von der U-19 von Beşiktaş Istanbul verpflichtet. 
Nach seiner Jugendzeit wechselte er wieder zu Denizlispor. Um Spielpraxis zu sammeln, wurde er für die Rückrunde der Saison 2013/14 an den Viertligisten Kırıkhanspor ausgeliehen.
Sein Profidebüt gab er in der Zweitligabegegnung am 23. November 2014, als er im Spiel Denizlispor gegen Antalyaspor in der Startformation stand.
Nach einer überzeugenden Saison bei Denizlispor wechselte er im Sommer 2015 zum Ligakonkurrenten Gaziantep Büyükşehir Belediyespor und verbrachte dort drei Jahre.
Nach 56 Meisterschaftseinsätzen und drei Toren wechselte Ertürk im Juni 2018 wieder zurück zu Denizlispor, wo er sich jedoch nicht unter dem Trainer Yücel İldiz durchsetzen konnte (14 Kurzeinsätze). Mit Denizlispor konnte er die Meisterschaft der TFF 1. Lig 2018/19 und den Aufstieg in die Süper Lig feiern.

## Erfolge
Mit Denizlispor
- Meister der TFF 1. Lig und Aufstieg in die Süper Lig: 2018/19